# Deux cafés sans sucre
 (avril 2015).
Si vous disposez d'ouvrages ou d'articles de référence ou si vous connaissez des sites web de qualité traitant du thème abordé ici, merci de compléter l'article en donnant les références utiles à sa vérifiabilité et en les liant à la section « Notes et références ».
Deux cafés sans sucre est le deuxième roman de Franck Pélissier, publié en 2007 aux éditions Chloé des Lys.
Marc, saxophoniste d'une quarantaine d'années,  retrouve presque 20 ans après l'avoir perdue de vue, celle qui était sa meilleure amie d'enfance. Évidemment, il en tombe éperdument amoureux. Évidemment, il est un peu tard pour cela...

## Résumé et commentaires
Ce roman est construit autour du personnage de Marc, narrateur de l'histoire.
Marc est saxophoniste de jazz. Musicien talentueux, il n'a toutefois pas réussi la grande carrière qu'il escomptait. Il parvient à vivre de son art et cela lui suffit. Pendant longtemps, il a enchaîné les gammes en même temps que les échecs : mariage, divorce, éloignement familial et envie d'en finir.
Il a passé avec amertume la barre fatidique des quarante ans et voit d’un mauvais œil approcher celle des quarante-cinq. 
Menant une existence débridée, souvent en marge de la réalité, il finit pourtant par trouver un certain équilibre auprès de Sandra avec qui il partage sa vie. Mais leur relation est aussi torride que bancale. Sandra est de quinze ans sa cadette. Leur couple s’affiche en constant décalage, chacun menant un peu sa barque comme il l’entend.
Les choses se compliquent encore le soir où Marc trouve un message de Mary, sa meilleure amie d’enfance. De retour en France après un exil forcé aux quatre coins du monde, elle souhaite revoir Marc.
Leurs retrouvailles sont inéluctables. Elles se déroulent par une après-midi maussade, dans un PMU sans âme aux murs crasseux et délavés, autour d’un café... Sans sucre pour elle, avec deux morceaux pour lui.
Dès l'entame du roman, le lecteur est immédiatement plongé dans cet univers particulier :
- "Un tonnerre d’applaudissements s’élève de l’assistance. Orage de grêle sur toit de tôle. Je retire le bec de mon ténor, lance quelques remerciements un peu gênés et tandis que, encore ivre d’émotion, j’essaye de reposer mon sax sur son support, je les vois qui se lèvent, un à un, une rangée de sièges après l’autre, formant une vague humaine, s’éloignant vers le large. Standing ovation !" (page 13)